# لبنان في الألعاب البارالمبية الصيفية 2024
لبنان في الألعاب البارالمبية الصيفية 2024- شاركت لبنان في دورة الألعاب البارالمبية الصيفية 2024م، والتي أقيمت في باريس بفرنسا في الفترة من 28 أغسطس إلى 8 سبتمبر 2024م. كانت هذه هي المرة الخامسة التي تشارك فيها لبنان في الألعاب البارالمبية الصيفية، حيث كان الظهور الأول للبنان في الألعاب البارالمبية الصيفية في دورة الألعاب البارالمبية الصيفية عام 2000.م، والتي أقيمت في سيدني بأستراليا حيث أرسل وقتها لاعبين أثنين فقط في سباق العدو. تشكل الوفد اللبناني في دورة الألعاب بباريس من لاعب واحد فقط (أرز زهر الدين)يتنافس في رياضة واحدة( ألعاب القوى-الركض).
وقد أحتل زهر الدين في دورة الالعاب البارالمبية الصيفية بطوكيو 2020 المركز الخامس في سباق 200 متر للرجال فئة T64

## المتنافسون
وفيما يلي قائمة بعدد المتنافسين في الألعاب.
| رياضة       | الرجال | النساء | المجموع |
| ----------- | ------ | ------ | ------- |
| ألعاب القوى | 1      | 0      | 1       |
| المجموع     | 1      | 0      | 1       |

## ألعاب القوى
| رياضي         | حدث              | بدايات | بدايات | أخير     | أخير     |
| رياضي         | حدث              | نتيجة  | رتبة   | نتيجة    | رتبة     |
| ------------- | ---------------- | ------ | ------ | -------- | -------- |
| أرز زهر الدين | 100 متر رجال T64 | 12.30  | 9      | لم يتقدم | لم يتقدم |

ويشار إلى أن لبنان بعدما شارك في دورة سيدني 2000م بلاعبين هما: حسين غندور في سباق 400 متر فئة T44 ومحمود حبال في سباق 800 متر رجال فئة T44، تغيب عن دورة أثينا باليونان عام 2004م ، ثم عاد مرة أخري للظهور في الدورات البارالمبية من خلال مشاركته في دورة 2008م والي أقيمت في بكين بالصين من خلال لاعب واحد هو: إدوارد معلوف في سباق الدراجات ، والذي استطاع من خلال هذه الدورة الحصول على ميداليتين برونزيتين، وهما اول ميداليتين بارالمبيتين برونزيين للبنان. وشارك لبنان أيضًا في دورة الألعاب البارالمبية الصيفية عام 2012م والتي اقيمت في لندن من خلال لاعب واحد هو إدوار معلوف والذي حل في المركز التاسع في السباق الفردي العام للدراجات هذا ولم تشارك لبنان قط في الألعاب البارالمبية الشتوية.